# Stazione di Middlesbrough
La stazione di Middlesbrough (in inglese Middlesbrough railway station) è la principale stazione ferroviaria della città  inglese di Middlesbrough, nel North Yorkshire. È situata lungo la Durham Coast Line, la Esk Valley Line e la Tees Valley Line.

## Storia
La prima linea ferroviaria fu aperta nell'area già nel dicembre 1830, come estensione della Stockton & Darlington Railway, per collegarsi al porto della nascente cittadina di Middlesbrough. Dall'apertura della linea fino al 1837, i passeggeri erano serviti da una rimessa in legno lungo il percorso verso gli stazzi di carbone sul fiume. Nel 1837 la linea fu prolungata fino al nuovo scambio lungo Commercial Street e due anni dopo fu costruita una nuova stazione. Questa nuova stazione, più consistente, fu inaugurata dalla S&DR nel 1839.
Nel giugno 1846, la Middlesbrough and Redcar Railway aprì una diramazione che si estendeva a est della Stockton and Darlington Railway verso Redcar. Lungo la diramazione di Redcar, ai margini meridionali della nuova città, fu progettata da John Middleton una nuova stazione passeggeri, poi inaugurata il 26 luglio 1847.
Con la rapida espansione della città verso sud nella seconda metà del XIX secolo, la stazione non fu in grado di far fronte all'aumento del traffico. Poiché il progetto della stazione non si prestava all'espansione, fu demolita nel 1874. Fu sostituita dall'attuale stazione, molto più grande, inaugurata nel dicembre 1877. La stazione di Commercial Street, sempre più isolata dal tessuto urbano a causa dell'apertura della diramazione di Redcar, divenne una stazione merci, prima di essere demolita.
L'attuale stazione è stata progettata dall'architetto capo della North Eastern Railway, William Peachey, con una facciata in stile gotico ornato. Dietro di essa, un tempo esisteva un tetto complessivo di forma ellittica. Costruito in ferro battuto con struttura a traliccio, il vetro copriva la metà centrale e il legno (all'interno) e l'ardesia (all'esterno) i quartieri esterni. I due schermi terminali erano vetrati e rivestiti in legno lungo i bordi esterni. Il tetto era alto rispetto alla sua larghezza.
Il tetto ellittico fu gravemente danneggiato da un'incursione aerea diurna tedesca, avvenuta nel pomeriggio del 3 agosto 1942. Fu infine rimosso nel 1954, per essere sostituito dall'attuale struttura che sovrasta l'atrio e i binari.
Tra il 2017 e il 2018 si è svolta un'importante ristrutturazione della stazione, con interventi al tetto e alla muratura, nonché la riqualificazione del parcheggio di Wood Street.